# Fritz Krausch

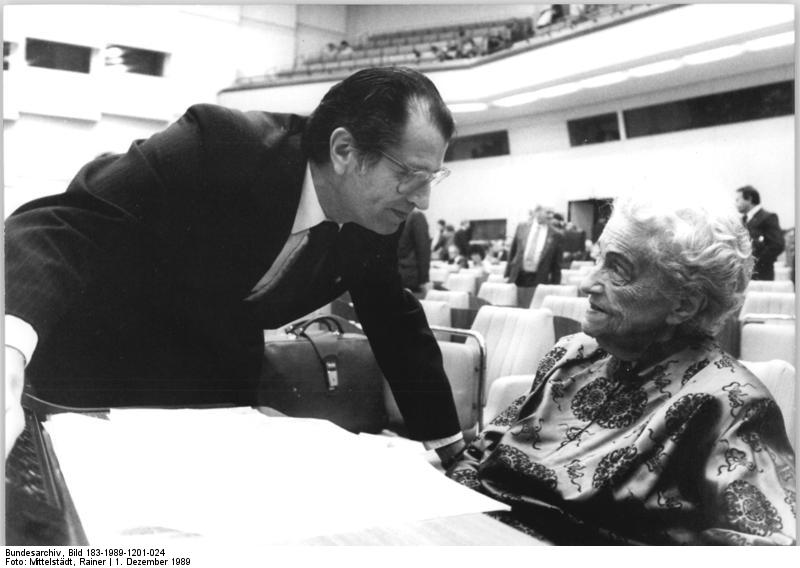
Fritz Krausch im Gespräch mit Gertrud Sasse während der 13. Volkskammertagung (1. Dezember 1989)

Fritz Krausch (* 21. Mai 1938 in Holzhausen bei Leipzig) ist ein Mathematiker und ehemaliger Funktionär der DDR-Blockpartei LDPD. Er war dort Vorsitzender des Bezirksvorstandes Berlin sowie Abgeordneter der Volkskammer der DDR.

## Leben
Krausch, Sohn eines Angestellten, besuchte die Leipziger Humboldt-Oberschule und legte dort das Abitur ab. Von 1956 bis 1961 studierte er Mathematik an der Karl-Marx-Universität Leipzig. Er schloss sein Studium als Diplom-Mathematiker ab. Von 1961 bis 1984 war Krausch für die und in der metallurgischen Industrie tätig: von 1961 bis 1964 wirkte er als wissenschaftlicher Mitarbeiter am Leipziger Forschungsinstitut für technologische Entwicklung der Schwarzmetallurgie, von 1964 bis 1966 war er Leiter für elektronische Datenerfassung und -verarbeitung der Schwarzmetallurgie im VEB Stahl- und Walzwerk Hennigsdorf, von 1966 bis 1968 Abteilungsleiter Organisations- und Rechentechnik in der VVB Stahl- und Walzwerke Berlin, von 1969 bis 1974 fungierte er als Direktor des Informations- und Rechenzentrums des VEB Rohrkombinat Riesa. Von 1974 bis 1984 war er schließlich als wissenschaftlicher Mitarbeiter beim Staatssekretär im Ministerium für Werkzeug- und Verarbeitungsmaschinenbau beschäftigt.
Krausch trat 1962 der LDPD bei. Von 1969 bis 1974 fungierte er als Vorsitzender des Kreisverbandes Riesa und von 1979 bis 1983 als Vorsitzender des Kreisverbandes Berlin-Lichtenberg der LDPD. Ab Juli 1983 war Krausch Mitglied des Sekretariats und vom 5. April 1984 bis 21. Januar 1988 Vorsitzender des Bezirksvorstandes Berlin der LDPD.
Von 1963 bis 1964 war er Abgeordneter des Bezirkstages Leipzig sowie von 1986 bis 1990 Abgeordneter der Volkskammer und dort Erster Stellvertreter des Vorsitzenden des Mandatsprüfungsausschusses. Krausch war außerdem Mitglied des Zentralvorstandes der LDPD, des Bezirksausschusses Berlin der Nationalen Front der DDR und von Juni 1986 bis 1990 Mitglied der Berliner Stadtverordnetenversammlung.

## Auszeichnungen in der DDR
- 1977 Wilhelm-Külz-Ehrennadel[3]
- Vaterländischer Verdienstorden in Bronze
- Verdienstmedaille der DDR